# London Garage
London Garage ist eine britische Doku-Soap, die in den Jahren 2007 bis 2009 produziert wurde.

## Konzept der Sendung
Der Designer Leepu Awlia aus Bangladesch und der Mechaniker Bernie Fineman aus Großbritannien bauen aus Schrottautos Supercars innerhalb von drei Wochen. Die Serie lief in zwei Staffeln; in der zweiten Staffel wurden im Vergleich zur ersten Staffel maßgeschneiderte Autos für Stars gebaut. London Garage wird in Deutschland auf den Kanälen DMAX und MotorVision gelegentlich wiederholt.

## Folgen

### Staffel 1
Folge 1: Ein Umbau eines 3er-BMW zu einem Sportwagen dessen Design einem Sumo-Ringer gleicht.

Folge 2: Fortsetzung von Folge 1

Folge 3: Umbau zweier VW Polo II zu einem drei-achsigen Surfmobil.

Folge 4: Umbau eines Black Cab in eine Hochzeitskutsche.

Folge 5: Umbau eines Jaguar XJS zu einem Sportwagen dessen Design eines Tigers gleicht.

Folge 6: Umbau eines alten Mitsubishi Pajero in einen Öko-Geländewagen der mit Speiseöl läuft.

Folge 7: Umbau eines Ford Fiesta in einen Boy-Racer (getunte Kleinwagen in England)

Folge 8: Umbau eines MGB in einen Drag-Race Rennwagen

Folge 9: Umbau eines Suzuki Super Carry und eines Corsa B in einen Kleinwagen der die Londoner-City-Maut umgeht.

Folge 10: Umbau eines Volvo Kombi in einen Geländewagen für eine Adelsfamilie.

Folge 11: Umbau eines Bentley in eine Limousine für einen Radio-DJ.

Folge 12: Zusammenfassung aller Folgen.

### Staffel 2
Folgen 1&2: Umbau eines Saab 900 in eine Gangster-Kutsche für den Musiker und Schauspieler Martin Kemp

Folgen 3&4: Umbau eines Ford Capri in ein Muscle-Car für den Footballstar Lawrence Dallaglio.

Folgen 5&6: Umbau eines Rover P4 in ein Jet Car für Jools Holland

Folgen 7&8: Umbau eines VW Golf in ein Vulkan Auto für Johnny Vegas

Folgen 9&10: Umbau eines Porsche 944 in einen Sportwagen für David Ginola